# Batalla de Golpejera
La batalla de Golpejera va tenir lloc el 12 de gener de 1072 i va enfrontar als exèrcits del rei de Castella, Sanç II, i del seu germà el rei de Lleó, Alfons VI, aspirants al tron del seu pare, Ferran I, en un paratge anomenat Golpejera, situat segons la Crònica Najerense a Cardeñosa de Volpejera, a prop de Carrión de los Condes, Palència.
És un dels episodis més coneguts de les guerres fratricides desencadenades després de la mort de Ferran I, per la seva decisió de dividir els seus regnes entre els seus fills Sanç (Castella), Alfons (Lleó), García (Galícia), Elvira (Toro) i Urraca (Zamora). Després d'un primer enfrontament en 1069 entre Sanç de Castella i Alfons de Lleó en l'anomenada batalla de Llantada (en realitat, de Lantada, prop de Lantadilla, Palència), els dos reis es van tornar a trobar tres anys més tard en els camps de Golpejera, en un combat que va culminar amb la derrota i presó d'Alfons VI a mans de les tropes de Sanç i el portaestendard Rodrigo Díaz de Vivar. Encadenat, Alfons VI va ser conduït fins a Burgos i posteriorment desterrat a Toledo. Els successos que va desencadenar el desenllaç d'aquestes guerres fratricides són el lloc de Zamora i la mort traïdora de Sanç a mans de Vellido Dolfos, amb la reunificació final dels dos regnes sota el ceptre d'Alfons, tornat de l'exili toledà.
Els primers documents sobre aquesta batalla, escrits a la primera meitat del segle xii, són la Crònica de Pelayo de Oviedo i la Història de Rodrigo el Campeador. Les dues ressenyen de forma molt escarida l'esdeveniment, destacant respectivament la captura d'Alfons VI i la intervenció del Cid com portaestendard castellà. La Crònica Najerense, escrita ja en l'últim quart del s.XII, ofereix un relat molt més ric i d'estructura literària, de tall més exemplaritzant que èpic, i en tot cas, concebut per a major glòria de Rodrigo Díaz de Vivar. Ja al segle xiii, el Cronicó de Lluc de Tuy i la Història d'Espanya de Rodrigo Jiménez de Rada ofereixen un relat de Golpejera ple de detalls nous, procedents en ambdós casos d'una única font, aquesta sí d'inequívoc sabor èpic, potser el perdut Cantar del rei Sanç. En la següent centúria, Alfons X en la seva Primera Història General d'Espanya va sintetitzar el relat de les cròniques de Lucas de Tuy i Rodrigo Jiménez de Rada, fonent-hi alguns detalls de la Najerense, i quedant com a model per a les cròniques posteriors, així com per als romanços (Entre dos reyes cristianos i Don Sancho reina en Castilla) i altres obres literàries, ja molt posteriors, que van reflectir el succés. Els escenaris de l'esdeveniment, localitzats sense més precisions a la rodalia de Carrión de los Condes des de la Crònica Najerense, van ser reduïts per l'historiador Prudencio de Sandoval a un paratge anomenat Villaverde de Valpellage (nom corromput de Golpejera, segons Sandoval), a unes cinc llegües al sud-oest de Carrión. La localització de Sandoval, generalment acceptada i particularment ratificada per l'autoritat de Menéndez Pidal, ha estat contestada recentment en un estudi de Jose M. Anguita i Lourdes Burgos, que situen la batalla de Golpejera en els termes actuals de Villarmentero de Campos i Lomas.
La nova localització es basa en un conjunt de microtopònims perpetuats per la tradició local i que conformen tot un paisatge toponomàstic, reflex dels escenaris i llancis de la batalla segons el relat canonitzat per Alfons X: a part d'una Golpejera avui deformada en Botijera (però documentada com Golpexera encara en 1554), hi ha fins a tres topònims que recorden un incident bèl·lic de caràcter cruent (La Reyerta, La Matanza i La Mortera), un altre que reflecteix un element de gran importància en el relat, com són les botigues abandonades pels castellans en la primera jornada de la batalla, i on van sorprendre adormits als lleonesos l'endemà (Les Botigues); i finalment un hodónim que recorda la presó d'Alfons VI i la seva conducció fins a Burgos encadenat (La Senda del Obligado). L'estudi també proposa que el creuer de Villarmentero seria un recordatori de l'esdeveniment per als transeünts del Camí Francès. De fet, encara que avui s'alça enmig del cereal, en el seu moment va estar enclavat en l'antiga via pública.